# Eldfjall
Eldfjall é um filme de drama islandês de 2011 dirigido e escrito por Rúnar Rúnarsson. Foi selecionado como representante da Islândia à edição do Oscar 2012, organizada pela Academia de Artes e Ciências Cinematográficas.

## Elenco
- Theódór Júlíusson - Hannes
- Margrét Helga Jóhannsdóttir - Anna
- Elma Lísa Gunnarsdóttir - Telma
- Benedikt Erlingsson - Pálmi
- Þorsteinn Bachmann - Ari
- Auður Drauma Bachmann - Tinna